# 양반전 (영화)
"양반전"은 한국에서 제작된 최인현 감독의 1966년 영화이다. 강신성일 등이 주연으로 출연하였고 황영실 등이 제작에 참여하였다.

## 출연

### 주연
- 강신성일
- 허장강
- 김희갑
- 남정임

## 기타
- 조명: 고해진
- 미술: 박석인